# Шаранс
Шаранс (нім. Scharans) — громада  в Швейцарії в кантоні Граубюнден, регіон Віамала.

## Географія
Громада розташована на відстані близько 155 км на схід від Берна, 17 км на південь від Кура.
Шаранс має площу 14,3 км², з яких на 3,8% дозволяється будівництво (житлове та будівництво доріг), 25,8% використовуються в сільськогосподарських цілях, 64,1% зайнято лісами, 6,4% не є продуктивними (річки, льодовики або гори).

## Демографія
2019 року в громаді мешкало 790 осіб (-2,8% порівняно з 2010 роком), іноземців було 3,4%. Густота населення становила 55 осіб/км².
За віковим діапазоном населення розподілялося таким чином: 21% — особи молодші 20 років, 56,8% — особи у віці 20—64 років, 22,2% — особи у віці 65 років та старші. Було 336 помешкань (у середньому 2,3 особи в помешканні).
Із загальної кількості 416 працюючих 28 було зайнятих в первинному секторі, 46 — в обробній промисловості, 342 — в галузі послуг.